# Saint-André-sur-Sèvre
Saint-André-sur-Sèvre (en poitevin Sént-Undri) est une commune du centre-ouest de la France, située dans le département des Deux-Sèvres en région Nouvelle-Aquitaine.

## Géographie
S'étendant sur la rive gauche de la Sèvre Nantaise, Saint-André-sur-Sèvre est situé au nord-ouest du département des Deux-Sèvres dans le pays du Bocage bressuirais. La commune, frontalière de la Vendée, est de fait également proche du « Haut-Bocage » vendéen.
L’altitude allant de 146 mètres à 212 mètres sur le massif granitique de la commune, l’altitude moyenne est de 179 mètres.
Le territoire municipal de la commune s'étend sur 1 985 hectares.
Les communes limitrophes sont Montravers, Cerizay et La Forêt-sur-Sèvre dans les Deux-Sèvres, et en Vendée, Saint-Mesmin, Montournais et Menomblet.

## Toponymie
Le nom de la ville Saint-André-sur-Sèvre est attesté sous la forme « ecclesiam Sancte Andree super separim » en 1179  sur une liste parmi 127 autres églises, possessions confirmées dans une bulle pontificale du pape Alexandre III à destination de l'abbaye de Saint-Jouin-de-Marnes, du Diocèse de Poitiers.
En poitevin la commune a pour nom Sént-Undri, nom en graphie normalisée qui se prononce "Saint-Ondri".

### Climat
Pour des articles plus généraux, voir Climat de la Nouvelle-Aquitaine et Climat des Deux-Sèvres.
Historiquement, la commune est exposée à un climat océanique du nord-ouest.  
En 2020, Météo-France publie une typologie des climats de la France métropolitaine dans laquelle la commune est exposée à un climat océanique et est dans une zone de transition entre les régions climatiques « Moyenne vallée de la Loire » et « Poitou-Charentes »0.
Pour la période 1971-2000, la température annuelle moyenne est de 11,5 °C, avec une amplitude thermique annuelle de 14,4 °C. Le cumul annuel moyen de précipitations est de 894 mm, avec 12,2 jours de précipitations en janvier et 6,9 jours en juillet. Pour la période 1991-2020, la température moyenne annuelle observée sur la station météorologique la plus proche, située sur la commune de Bressuire à 16 km à vol d'oiseau, est de 12,0 °C et le cumul annuel moyen de précipitations est de 852,2 mm,. Pour l'avenir, les paramètres climatiques de la commune estimés pour 2050 selon différents scénarios d’émission de gaz à effet de serre sont consultables sur un site dédié publié par Météo-France en novembre 2022.

## Urbanisme

### Typologie
Au 1er janvier 2024, Saint-André-sur-Sèvre est catégorisée commune rurale à habitat très dispersé, selon la nouvelle grille communale de densité à sept niveaux définie par l'Insee en 2022.
Elle est située hors unité urbaine et hors attraction des villes,.

### Occupation des sols
L'occupation des sols de la commune, telle qu'elle ressort de la base de données européenne d’occupation biophysique des sols Corine Land Cover (CLC), est marquée par l'importance des territoires agricoles (98,3 % en 2018), en diminution par rapport à 1990 (100 %). La répartition détaillée en 2018 est la suivante : 
zones agricoles hétérogènes (45,7 %), terres arables (29,9 %), prairies (22,8 %), zones urbanisées (1,7 %). L'évolution de l’occupation des sols de la commune et de ses infrastructures peut être observée sur les différentes représentations cartographiques du territoire : la carte de Cassini (XVIIIe siècle), la carte d'état-major (1820-1866) et les cartes ou photos aériennes de l'IGN pour la période actuelle (1950 à aujourd'hui).

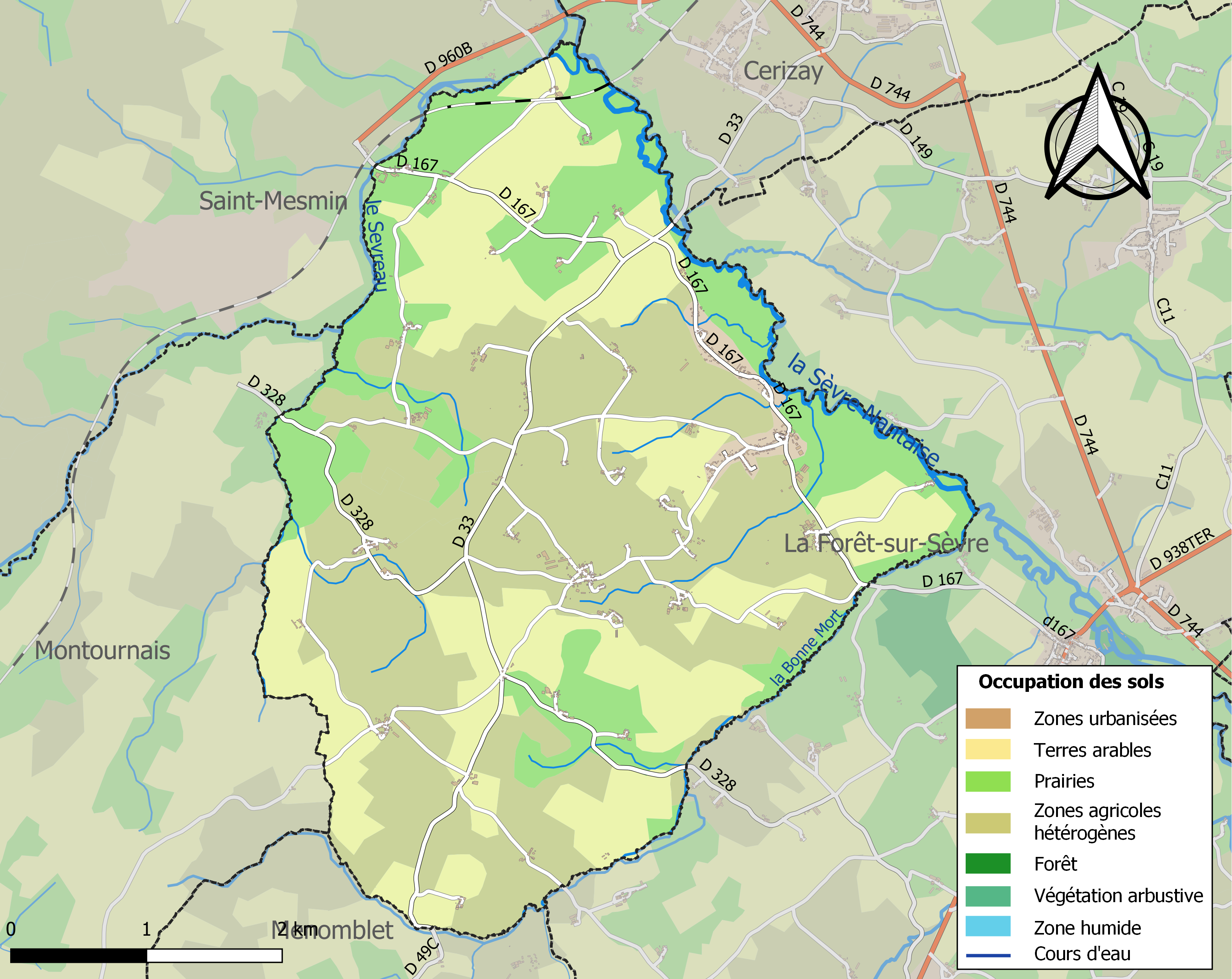
Carte des infrastructures et de l'occupation des sols de la commune en 2018 (CLC).

### Risques majeurs
Le territoire de la commune de Saint-André-sur-Sèvre est vulnérable à différents aléas naturels : météorologiques (tempête, orage, neige, grand froid, canicule ou sécheresse), inondations, mouvements de terrains et séisme (sismicité modérée). Il est également exposé à un risque particulier : le risque de radon. Un site publié par le BRGM permet d'évaluer simplement et rapidement les risques d'un bien localisé soit par son adresse soit par le numéro de sa parcelle.

#### Risques naturels
Certaines parties du territoire communal sont susceptibles d’être affectées par le risque d’inondation par débordement de cours d'eau, notamment la Sèvre Nantaise, le Sevreau et le ruisseau du Sevreau. La commune a été reconnue en état de catastrophe naturelle au titre des dommages causés par les inondations et coulées de boue survenues en 1982, 1983, 1999 et 2010,.

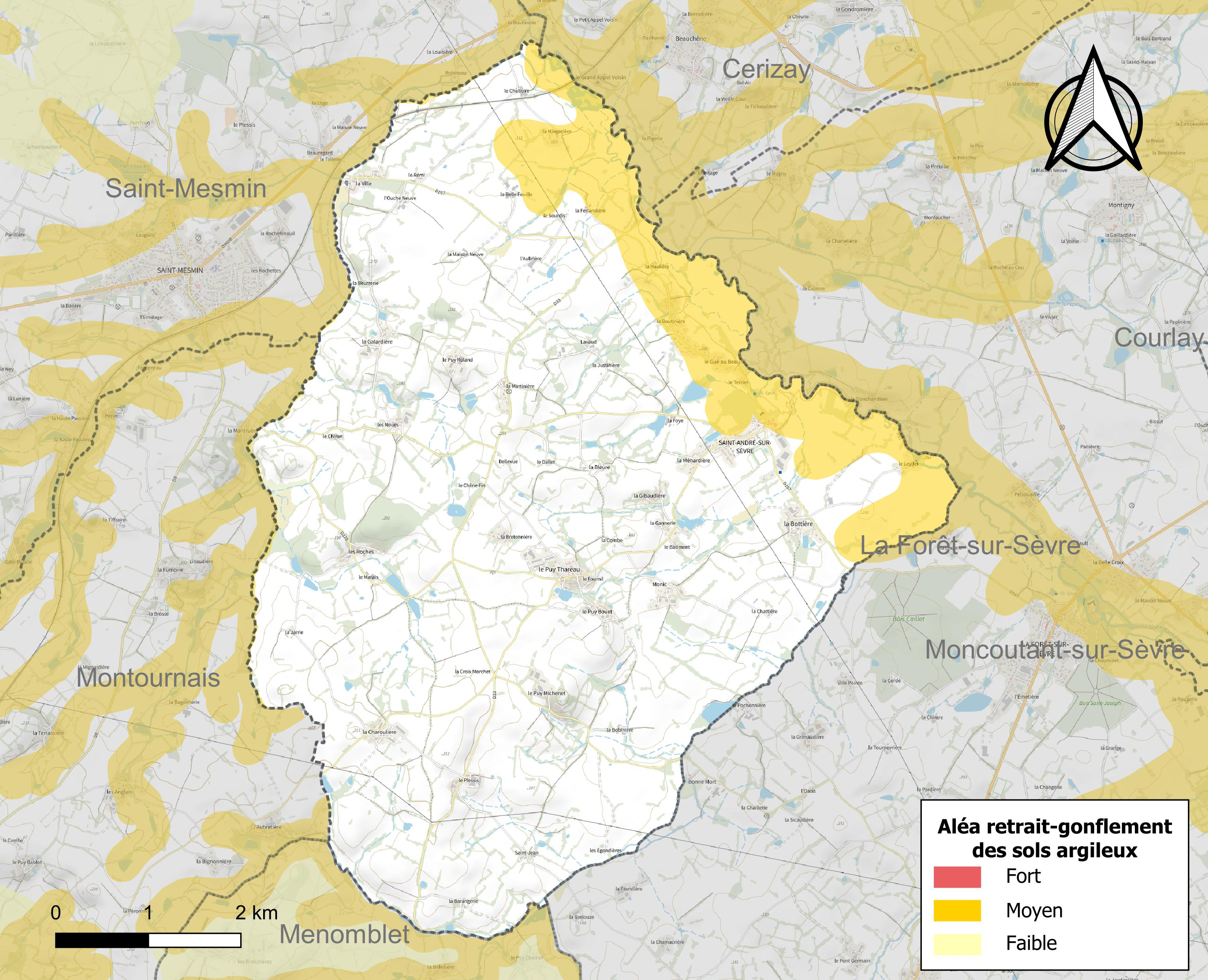
Carte des zones d'aléa retrait-gonflement des sols argileux de Saint-André-sur-Sèvre.

Les mouvements de terrains susceptibles de se produire sur la commune sont des tassements différentiels. Le retrait-gonflement des sols argileux est susceptible d'engendrer des dommages importants aux bâtiments en cas d’alternance de périodes de sécheresse et de pluie. 12,7 % de la superficie communale est en aléa moyen ou fort (54,9 % au niveau départemental et 48,5 % au niveau national). Depuis le 1er octobre 2020, en application de la loi ELAN, différentes contraintes s'imposent aux vendeurs, maîtres d'ouvrages ou constructeurs de biens situés dans une zone classée en aléa moyen ou fort,.
La commune a été reconnue en état de catastrophe naturelle au titre des dommages causés par des mouvements de terrain en 1999 et 2010.

#### Risque particulier
Dans plusieurs parties du territoire national, le radon, accumulé dans certains logements ou autres locaux, peut constituer une source significative d’exposition de la population aux rayonnements ionisants. Selon la classification de 2018, la commune de Saint-André-sur-Sèvre est classée en zone 3, à savoir zone à potentiel radon significatif.

## Histoire
En 1179, apparaissent sur une liste, parmi 127 autres églises, les noms des églises de Saint-André-sur-Sèvre « ecclesiam Sancte Andree super separim », ainsi que Saint-Mesmin-le-Vieux « ecclesiam Sancti Maximini veteris » parmi les possessions que confirme une bulle pontificale du pape Alexandre III à destination de l'abbaye de Saint-Jouin-de-Marnes, du Diocèse de Poitiers.

### La guerre de Cent Ans
Le conflit entre les Plantagenêts et les Capétiens qui opposa les Anglais et les Français s'est en partie déroulé dans le Poitou, en Normandie et en Aquitaine.

### Révolution française, Guerre de Vendée.

#### En janvier 1794, passage des Colonnes Infernales à Saint-André-sur-Sèvre et Saint-Mesmin.
Au cours de la guerre de Vendée, après la Virée de Galerne, du 18 octobre au 23 décembre 1793, Turreau planifie les Colonnes Infernales, six divisions de deux colonnes chacune dès le 16 janvier 1794.
Venant du Maine-et-Loire au nord, épaulé des 5e et 6e divisions, Turreau, commande lui-même la quatrième division depuis Doué et s'appuie sur Grignon qui, à l'est de la Vendée, dirige la seconde division depuis Bressuire, et Duval la première depuis Saint-Maixent et Parthenay.
Un courrier de Parthenay annonce que l'ennemi, les républicains qui sont surnommés les bleus, cerne la Chataîgneraie.

#### Incendie du château de Saint-Mesmin.
Le 25 janvier 1794, la quatrième colonne infernale, commandée par Lachenay marche sur Montigny en venant de Bressuire.
Le 26 janvier, Lachenay détruit Saint-André-sur-Sèvre et massacre ses habitants y compris les membres de la garde nationale. Puis il campe à Saint-Mesmin.
Le 27 janvier la quatrième colonne incendia le château. Une vieille demoiselle de Vasselot qui l'occupait est tuée.
L'armée de la révolution s'est emparé de Réaumur, Montournay, Mouilleron, Chavaigne, Tillais et Saint-Mesmin.

#### En 1796, combat entre les armées républicaines et les vendéens.
Le 20 février 1796, un combat entre les armées républicaines et les vendéens a de nouveau lieu à Saint-Mesmin et au château de Saint-Mesmin.
Une quarantaine de vendéens avec à leur tête Louis Péault, sergent, garde-chasse du marquisat de Saint-Mesmin, attaquent un détachement républicain comprenant 250 hommes commandés par l'adjudant général Cortez. À la suite d'une contre-attaque, Cortez tente d'encercler les vendéens qui se replient vers le château de Saint-Mesmin où ils s'enferment pour résister.
Du 21 au 24 février, les assauts des troupes républicaines sont sans résultats probants. Mais par manque de vivres, les vendéens acceptent de se rendre. On leur promet la vie sauve. La quarantaine de vendéens est emmenée à la Châtaigneraie, où le chef d'état-major ordonne à Bonnaire de réunir un conseil militaire pour les juger et les fusiller, malgré la promesse de vie sauve qui leur avait été faite.
Fort heureusement, le général Hoche, commandant en chef des troupes de l'Ouest, prévenu de l'incident, exigea et obtint de ses subordonnés le respect des clauses de la capitulation. Les vendéens furent alors dirigés vers Fontenay-le-Comte, puis vers Noirmoutier où ils restèrent jusqu'à la fin de la guerre.

## Politique et administration

### Liste des maires
| Période   | Période       | Identité        | Étiquette  | Qualité |
| --------- | ------------- | --------------- | ---------- | ------- |
| mars 2001 | réélu en 2008 | Christian Lenne | PS puis EE |         |

### Politique environnementale
Dans son palmarès 2024, le Conseil national de villes et villages fleuris de France a attribué deux fleurs à la commune.

## Population et société

### Démographie
À partir du XXIe siècle, les recensements réels des communes de moins de 10 000 habitants ont lieu tous les cinq ans. Pour Saint-André-sur-Sèvre, cela correspond à 2006, 2011, 2016, etc. Les autres dates de « recensements » (2009, etc.) sont des estimations légales.
| 1793 | 1800 | 1806 | 1821 | 1831 | 1836 | 1841 | 1846 | 1851 |
| ---- | ---- | ---- | ---- | ---- | ---- | ---- | ---- | ---- |
| 915  | 402  | 687  | 826  | 778  | 771  | 652  | 925  | 902  |

| 1856 | 1861 | 1866  | 1872  | 1876  | 1881  | 1886  | 1891  | 1896  |
| ---- | ---- | ----- | ----- | ----- | ----- | ----- | ----- | ----- |
| 923  | 960  | 1 001 | 1 035 | 1 117 | 1 135 | 1 150 | 1 210 | 1 165 |

| 1901  | 1906  | 1911  | 1921 | 1926 | 1931 | 1936 | 1946 | 1954 |
| ----- | ----- | ----- | ---- | ---- | ---- | ---- | ---- | ---- |
| 1 126 | 1 134 | 1 127 | 978  | 968  | 901  | 889  | 854  | 862  |

| 1962 | 1968 | 1975 | 1982 | 1990 | 1999 | 2006 | 2011 | 2016 |
| ---- | ---- | ---- | ---- | ---- | ---- | ---- | ---- | ---- |
| 866  | 831  | 727  | 742  | 728  | 653  | 648  | 638  | 649  |

| 2021 | 2022 | - | - | - | - | - | - | - |
| ---- | ---- | - | - | - | - | - | - | - |
| 642  | 637  | - | - | - | - | - | - | - |

## Économie et tourisme
Saint-André-sur-Sèvre compte plusieurs artisans et même quelques entreprise comme MDA qui est une entreprise de fabrication de matériels pédagogiques. Plusieurs entreprises se sont créées ces dernières années, par exemple, de nombreux gîtes et une entreprise familiale de location de canoës, kayaks et paddles sur la Sèvre Nantaise. Un marché de producteurs locaux est organisé tous les ans au mois de septembre.

## Culture locale et patrimoine

### Lieux et monuments
- Le château de Saint-Mesmin, situé sur la commune de Saint-André-sur-Sèvre, est une ancienne forteresse médiévale (XIIIe siècle.) munie d'un donjon de 28 mètres de haut construit au XVe siècle. Le château est ouvert au public l'été et des animations médiévales y sont organisées.
- Église Saint-André de Saint-André-sur-Sèvre. Le Chœur et clocher ont été inscrits au titre des monuments historique en 1993[26].
- Le jardin du Cloître, l'église du XIIIe siècle.
- la Sèvre Nantaise traverse la commune.